# Frullania microphylla
Frullania microphylla là một loài rêu tản trong họ Jubulaceae. Loài này được (Gottsche) Pearson miêu tả khoa học lần đầu tiên năm 1894.